# Greifswalder Burschenschaft Rugia
Die Greifswalder Burschenschaft Rugia ist eine 1856 gegründete farbentragende und schlagende Studentenverbindung an der Universität Greifswald. Die Burschenschaft ist Mitglied des rechtsextremen Korporationsverbandes Deutsche Burschenschaft (DB).

## Geschichte

### Die Zeit bis 1945
Im Wintersemester 1854 wurde in Greifswald ein Französisches Kränzchen gegründet, das sich im Sommersemester 1855 in den Wissenschaftlichen Verein umfirmierte. Neun Mitglieder des Wissenschaftlichen Vereins gründeten am 5. April 1856 die Studentenverbindung Rugia mit den Farben rot-weiß-grün. Am 5. Juni 1856 wurde die Rugia in eine Burschenschaft umgewandelt. Ursächlich hierfür war, dass im Rahmen der Vierhundertjahrfeier der Universität Greifswald 1856 auch alte Burschenschafter angereist waren, burschenschaftliches Gedankengut verbreitet hatten, das in Greifswald seit je her kaum Anklag fand (nur vorübergehend hatte eine Burschenschaft Allemannia bestanden) und viel bei der Rugia verkehrten.
Im Wintersemester 1858 wurden die Farben in schwarz-rot-gold geändert und ab Wintersemester 1871 wieder ausschließlich rot-weiß-grün getragen. Am 24. Januar 1862 spaltete sich, anfangs in der Absicht, aktiver Politik zu treiben, die Burschenschaft Germania Greifswald von der Rugia ab. Im Sommersemester 1864 beteiligte sich Rugia an der Gründung des Eisenacher Burschenbundes, im Wintersemester 1874 des Eisenacher Deputierten-Conventes (EDC) und Sommersemester 1881 des Allgemeinen Deputierten Conventes (ADC) – der späteren Deutsche Burschenschaft (DB). Im November 1908 wurde ein Haus in der Salinenstrasse 47 erworben. 1913/14 präsidierte Rugia als Vorsitzende der Deutschen Burschenschaft.

Die Rugia als Mitglied der Deutschen Burschenschaft (1915)

Juli 1919 war Rugia an der Gründung des Weißen Kreises in der DB beteiligt, mit dem im Mai 1922 die Weiße Arbeitsgemeinschaft in der DB gestiftet wurde. Am 27. Juni 1925 beteiligte sich Rugia maßgeblich an der Gründung des Altweißen Kartells. Während der Zeit des Nationalsozialismus wehrte sich die Rugia gegen die Gleichschaltung von Studentenverbindungen, trat November 1934 aus der DB aus und beteiligte sich an der Gründung der Alten Burschenschaft, welche in Opposition zum damaligen NSDStB (Nationalsozialistischer Deutscher Studentenbund) stand. 1936 wurde die Rugia verboten und aufgelöst.
Die Altherrenschaften der Burschenschaften Rugia und Germania bildeten in der Folgezeit gemeinsam die Altherrenschaft für die neu aufgestellte Kameradschaft Konrad von Jungingen, in der sich nur zögerlich und teilweise burschenschaftliche Traditionen durchsetzten. Während des Krieges ruhte deren Aktivenbetrieb zeitweilig.

### Nach 1945
Auch in der 1949 gegründeten DDR waren Studentenverbindungen aus politischen Gründen generell verboten, weshalb das Verbindungsleben der Rugia in Greifswald erst seit der deutschen Wiedervereinigung 1990 wieder auflebte.
Die Greifswalder Burschenschaft Rugia wurde infolge des Verbots der Wiedergründung in der DDR nach dem Zweiten Weltkrieg am 10. Juni 1950 in Hannover als Altherrenverband rekonstituiert. Im Mai 1951 beteiligen sich einzelne Alte Herren der Rugia mit der ebenfalls heimatvertriebenen Leipziger Burschenschaft Dresdensia in Frankfurt am Main an der Gründung der Burschenschaft Dresdensia-Rugia, die Februar 1969 suspendierte und am 22. Januar 1972 in Gießen rekonstituiert wurde.
Im Dezember 1989 wurde in Greifswald eine Burschenschaft Pommerania aus zwei verschiedenen Studentengruppen gegründet. Diese verschmolz im April 1990 zur Pommerania-Rugia und tritt ab September 1990 nur noch als Greifswalder Burschenschaft Rugia auf. Der Altherrenverband wurde unabhängig von der Burschenschaft Dresdensia-Rugia zu Gießen neu gegründet. In der Folgezeit wird ein freundschaftliches Verhältnis zur Dresdensia-Rugia Gießen gewahrt. Daneben besteht ein Freundschaftsverhältnis zu der Burschenschaft der Märker Berlin. Seit Wiederbegründung der Leipziger Burschenschaft Dresdensia im Jahr 2015 steht Rugia wieder mit dieser im Kartellverhältnis.
Die Rugia ist seit Mai 1994 wieder Mitglied im rechtsextremen Dachverband Deutsche Burschenschaft, in dem viele Burschenschaften in Deutschland und Österreich organisiert sind. 1997 wurde die Burschenschaft Rugia wegen Mitgliedermangels suspendiert, 1999 jedoch wieder reaktiviert.
2019 nahm der Verfassungsschutz des Landes Mecklenburg-Vorpommern die Organisation ins Visier. Begründet wird dies mit Erkenntnissen des Bundesamtes für Verfassungsschutz, das in der Burschenschaft eine „Gruppierung mit rechtsextremistischen Bezügen“ sieht. Sie gehöre „zu den extrem rechten Auslegern der Szene“ und lehne die politischen und gesellschaftlichen Verhältnisse in Deutschland weitgehend ab.

## Couleur und Haus

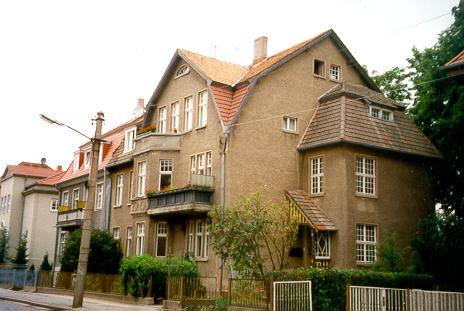
Haus der Rugia in Greifswald

Die Farben der Rugia sind rot-weiß-grün und entsprechen den Farben des Greifswalder Stadtwappens. Es wird ein Burschenband mit ebendiesen Farben und silberner Perkussion getragen. Die Fuxia trägt selbiges, da es keine gesonderten Fuxenfarben gibt, um die Geschlossenheit des Bundes zu verdeutlichen.
Die Rugia ist in Besitz eines eigenen Verbindungshauses in Innenstadtlage.

## Grundsätze der Rugia
Der Wahlspruch lautet Nunquam retrorsum, der zusammen mit dem Wahlspruch der Deutschen Burschenschaft Ehre, Freiheit, Vaterland geführt wird. In ihrem Grundsatzprogramm tritt die Rugia für ein „freies, gleichberechtigtes und ungeteiltes deutsches Vaterland“ ein. Die Rugia setzt sich für die Beibehaltung einer freiheitlich demokratischen Grundordnung ein und fordert von ihren Mitgliedern „unbedingtes Eintreten für persönliche, geistige, politische und akademische Freiheit“. Wie andere Studentenverbindungen auch, vertritt die Rugia das Conventsprinzip, d. h., dass über alle wichtigen Entscheidungen demokratisch abgestimmt wird.
Die Burschenschaft nimmt weder Ausländer, noch Deutsche mit Migrationshintergrund auf.

## Politische Einordnung
Mehrere Mitglieder der Burschenschaft sind oder waren in verschiedenen rechtsextremen Gruppierungen tätig. So organisierten beispielsweise die Brüder Matthias und Stefan Rochow während der Zeit ihrer Mitgliedschaft zahlreiche Veranstaltungen und Presseaktionen für die vom Verfassungsschutz beobachtete Junge Landsmannschaft Ostpreußen. Der NPD-Politiker und Holocaustleugner Rigolf Hennig war neben seiner Mitgliedschaft in der Greifswalder Rugia unter anderem in der Pennalen Burschenschaft Chattia Friedberg zu Hamburg und im Befreiungsausschuss Südtirol aktiv, die als rechtsextrem eingeordnet werden. Martin Behrens zufolge verstärke sich wie auch bei anderen Burschenschaften der Eindruck, dass sie als Kaderschmiede für die NPD und andere rechtsextreme Gruppen diene. Die Burschenschaft selbst gab die Zahl der Bundesbrüder mit NPD-Parteibuch 2006 mit „unter fünf Prozent“ an. Das Bekenntnis zur NPD sei eine „freie Meinungsäußerung“.
In den Jahren 2005 bis 2009 wurde über die verschiedenen Kontakte der Rugia in die rechtsextreme Szene mehrfach berichtet. Zwei der betroffenen Mitglieder, darunter Mathias Rochow und Stefan Rochow verließen die Burschenschaft in den folgenden Jahren wieder, andere wie Rigolf Hennig blieben.
Mehrfach richtete die Rugia Veranstaltungen mit Rechtsextremisten aus. Im Jahr 2004 hielt der Rechtsextremist Reinhold Oberlercher einen Vortrag. Ein geplanter Vortrag des Generalmajors a. D. Gerd Schultze-Rhonhof im November 2005 rief Kritik von Teilen der Greifswalder Studierendenschaft hervor. Schultze-Rhonhof sollte auf Einladung der Greifswalder Burschenschaft Rugia im Audimax der Universität Greifswald einen Vortrag über sein Buch 1939 – der Krieg, der viele Väter hatte halten. Die zunächst von Universitätskanzler erteilte Erlaubnis wurde jedoch durch den Rainer Westermann wenige Stunden vor Beginn der Veranstaltung widerrufen und musste deshalb im Verbindungshaus der Rugia stattfinden.
Im April 2009 wurde bekannt, dass der CDU-Kommunalwahlkandidat in Neubrandenburg, Steffen Bülow, ein Alter Herr der Burschenschaft Rugia ist. Nachdem die lokale Presse darüber berichtete und eine Verbindung Bülows ins rechtsextreme Lager vermutete, gab die CDU bekannt, an Steffen Bülow als Kandidaten festzuhalten. Dieser räumte ein, Mitglied der Rugia zu sein, aber nach eigener Aussage nicht mit den rechtsextremen Tendenzen anderer Mitglieder der Rugia konform zu gehen.

## Bekannte Mitglieder

Felix Martin Oberländer

- Rudolf Arndt (1835–1900), Direktor des psychiatrischen Instituts in Greifswald.
- Paul Bergholz (1845–1909), Meteorologe, Begründer des Meteorologischen Observatoriums in Bremen
- Ehrenfried Oskar Boege (1889–1965), General der Infanterie und Oberbefehlshaber der 18. Armee im Zweiten Weltkrieg
- Adolf Brieger (1832–1912), Gymnasialprofessor, Dichter
- Gustav Bundt (1867–1949), Arzt, Medizinalbeamter und Politiker (DNVP)
- Otto Caspari (1841–1917), Philosoph
- Maximilian Curtze (1875–1903), Gymnasialprofessor in Thorn, Mathematikhistoriker, Kopernikus-Forscher, Übersetzer und Herausgeber zahlreicher mathematischer Schriften
- Heinrich Ehrenbrecht (1895–1960), Zahnmediziner, Präsident des Deutschen Tischtennis-Bundes
- Otto Fretzdorff (1881–1950), Konsistorialpräsident der Kirchenprovinz Sachsen in Magdeburg (Ehrenmitglied)
- Karl Glässing (1866–1952), Oberbürgermeister und Ehrenbürger von Wiesbaden
- Walter Goehtz (1878–1946), Bürgermeister in Plathe und Greifenberg i. Pom.
- Paul Hagemeister (1868–1941), Politiker (DDP), erster Bürgermeister in Suhl, Regierungspräsident, Mitglied des Preußischen Abgeordnetenhauses, Mitglied der Verfassungsgebenden Preußischen Landesversammlung
- Rigolf Hennig (1935–2022), rechtsextremer Publizist, Holocaustleugner und Politiker (NPD)[19][20]
- Ernst Hilzheimer (1901–1986), Mitbegründer der LDPD in Mecklenburg, Ehrenbürger von Rostock
- Carl William Klawitter (1856–1929), Danziger Werftunternehmer (Ehrenmitglied)
- Enrico Komning (* 1968), Jurist und Politiker (AfD), Landtagsabgeordneter, Bundestagsabgeordneter
- Alwin Knapp (1918–1995), Dermatologe, Leiter der Universitäts-Hautklinik in Greifswald, Promotor des PKU-Screenings in der DDR
- Constantin Krauß (1864–1928), Chemiker und Industrieller
- Heinrich Kreplin (1834–1909), Gründungsmitglied, geodätischer Ingenieur und Kartograf
- Ferdinand Krüger (1843–1915), westfälischer Mundartdichter
- Gustav Kühn (1840–1892), Vorsteher der landwirtschaftlichen Versuchsstation Möckern, bedeutender Agrarwissenschaftler
- Herbert Lange (1909–1945), SS-Führer, Gestapoangehöriger, Einsatzgruppenleiter und Kommandant des Vernichtungslagers Kulmhof
- Klaus Lankheit (1913–1992), Professor für Kunstgeschichte, bedeutender Franz Marc-Kenner
- Hugo Lemcke (1835–1925), Gymnasialprofessor und Schuldirektor, Geheimer Regierungsrat, Altertumsforscher in Stettin, Vorsitzender der Gesellschaft für Pommersche Geschichte und Altertumskunde
- Karl Michel (1843–1930), Hals-Nasen-Ohrenarzt, Schauspieler und Schriftsteller
- Wilhelm Moldenhauer (1845–1898), Hochschullehrer in Leipzig
- Felix Oberländer (1851–1915), Professor an der TU Dresden, Begründer der modernen Urologie
- Carl Pauli (1839–1901), bedeutender Forscher der etruskischen Sprache
- Gerhard Reintanz (1914–1997), Jurist, Politiker (DDR-CDU), Parteifunktionär, Professor für Staats- und Völkerrecht (Austritt 1936)
- Paul Ringshausen (1908–1999), Jurist, Nationalsozialist, Angehöriger der Gestapo und Landrat in Dillenburg
- Mathias Rochow (* 1975), ehemaliger Politiker (NPD) (ausgeschlossen)
- Stefan Rochow (* 1976), ehemaliger Politiker (JN, NPD), freier Journalist (ausgeschlossen)
- Martin Schmidt (* 1988), Politiker (AfD), Landtagsabgeordneter
- Bernhard Sprickmann Kerkerinck (1837–1915), Ehrenbürger der Stadt Emmerich am Rhein
- Otto Wenzel (1840–1929), Journalist, Genossenschaftsdirektor, Gründungsmitglied des Reichsverbandes der Deutschen Presse
- Richard Werth (1850–1918), Professor der Gynäkologe an der Universität Kiel, Vorbild des Professor Gervasius in dem Roman Nur wer die Sehnsucht kennt von Ida Boy-Ed
- Eduard Wrobel (1851–1931), Königlicher Gymnasialdirektor in Rostock und Mathematiker
- Wilhelm Zahn (1848–1911), Pfarrer und Altertumsforscher für die Altmark

Mitgliederverzeichnis:
- Willy Nolte (Hrsg.): Burschenschafter-Stammrolle. Verzeichnis der Mitglieder der Deutschen Burschenschaft nach dem Stande vom Sommer-Semester 1934. Berlin 1934, S. 1040.